# Home (album de Deep Blue Something)
 (janvier 2025).
Si vous disposez d'ouvrages ou d'articles de référence ou si vous connaissez des sites web de qualité traitant du thème abordé ici, merci de compléter l'article en donnant les références utiles à sa vérifiabilité et en les liant à la section « Notes et références ».
Pour les articles homonymes, voir Home.
Home est le second album studio du groupe Deep Blue Something. Il est sorti le 24 octobre 1994 sur le label RainMaker Records.

## Liste des chansons
Les quatorze pistes de cet album sont :
| 1.    | Gammer Gerten's Needle (instrumental) | 3:17 |
| 2.    | Breakfast at Tiffany's                | 4:20 |
| 3.    | Halo                                  | 2:48 |
| 4.    | Josey                                 | 3:23 |
| 5.    | A Water Prayer                        | 3:22 |
| 6.    | Done                                  | 3:21 |
| 7.    | Song to Make Love To                  | 3:09 |
| 8.    | The Kandinsky Prince                  | 2:28 |
| 9.    | Home                                  | 4:13 |
| 10.   | Red Light                             | 4:28 |
| 11.   | I Can Wait                            | 3:03 |
| 12.   | Wouldn't Change a Thing               | 4:05 |
| 13.   | Dear Prudence                         | 3:05 |
| 14.   | Sun                                   | 4:17 |
| 49:18 |                                       |      |